# Nông hộ

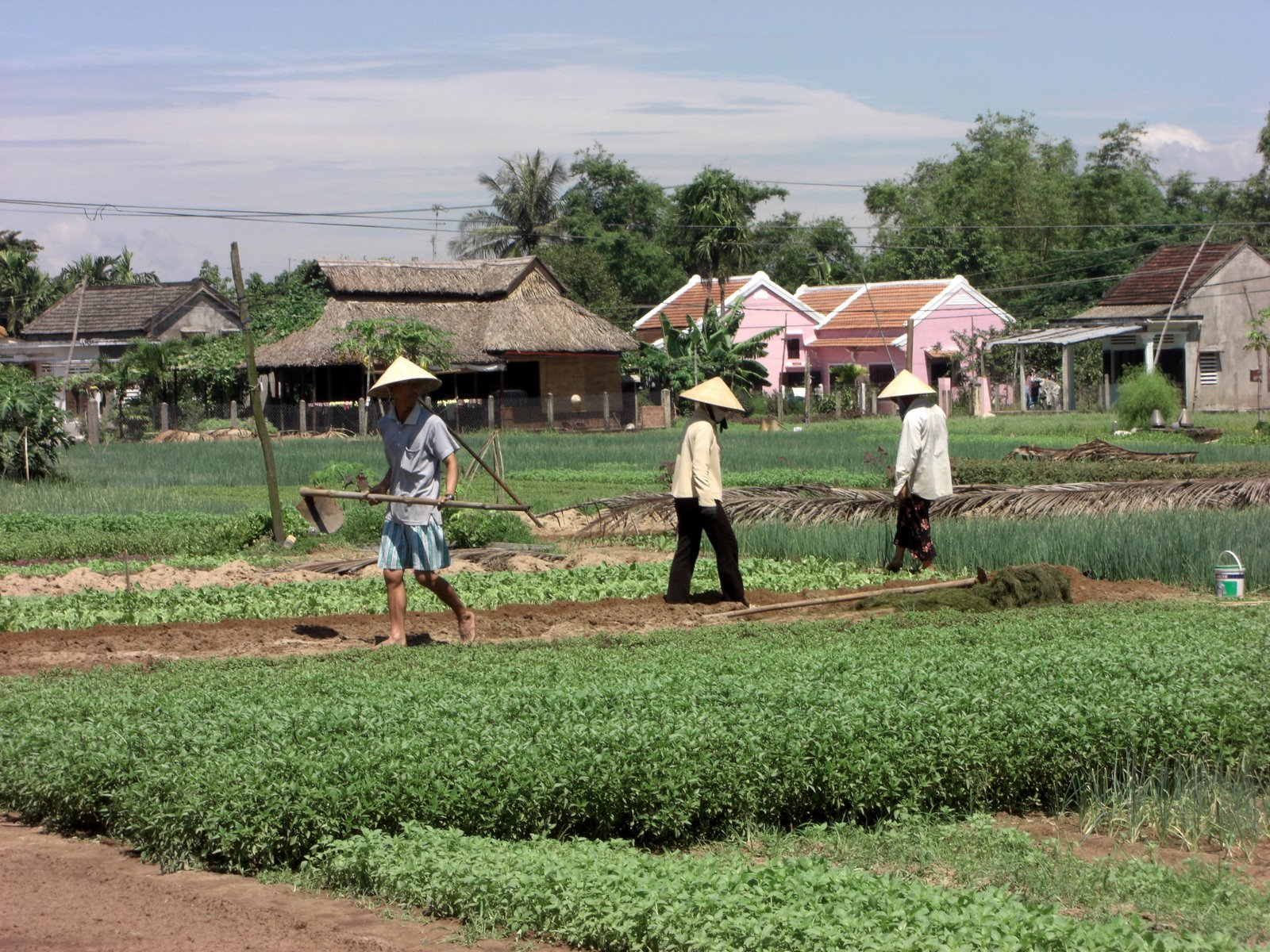
Canh tác kiểu nông hộ ở Việt Nam, với đặc trưng là manh mún, nhỏ lẻ, năng suất thấp và bấp bênh

Nông hộ (Smallholding) hay nông trại là một trang trại nông nghiệp quy mô nhỏ, lẻ kiểu gia đình theo mô hình tự túc tự cấp. Ở các nước đang phát triển, mô hình nông hộ là các trang trại hỗ trợ cho một gia đình duy nhất với sự kết hợp trồng hoa màu và sinh hoạt nông nghiệp ví dụ mô hình Vườn-Ao-Chuồng (VAC). Khi một quốc gia trở nên giàu có hơn, các hộ gia đình nhỏ có thể không tự túc, tự cấp mà được định giá chủ yếu cho lối sống nông thôn mà họ cung cấp cho các chủ sở hữu, những người thường không kiếm kế sinh nhai từ trang trại nhỏ này. Ước tính có khoảng 500 triệu trang trại quy mô nhỏ trên thế giới, hỗ trợ cho đời sống sinh kế của gần 2 tỷ người.
Ngày nay, một số công ty, tập đoàn cố gắng đưa các nông hộ nhỏ vào chuỗi giá trị nông nghiệp của họ, để thực hiện cung cấp hạt giống, thức ăn hoặc phân bón để cải thiện sản xuất. Một số người nói rằng mô hình này cho thấy lợi ích cho cả hai bên. Ở nhiều nước đang phát triển, một nông hộ là một mảnh đất nhỏ với giá trị cho thuê thấp, được sử dụng để trồng trọt. Theo một số ước tính, có 525 triệu nông hộ nhỏ trên thế giới.  Các hộ sản xuất nhỏ thống trị sản xuất trong một số lĩnh vực quan trọng nhất định như lúa, cây lương thực và cây công nghiệp như cà phê và ca cao. Các loại hình kinh doanh nông nghiệp khác nhau làm việc với các hộ nông dân nhỏ trong một loạt các vai trò bao gồm mua cây trồng, cung cấp hạt giống và hoạt động như các tổ chức tài chính.